# تپه نظرعلی بگ
تپه نظرعلی بگ مربوط به سده‌های میانه دوران‌های تاریخی پس از اسلام است و در شهرستان گیلانغرب، بخش گواور، دهستان حیدریه، ۱/۱ کیلومتری جنوب روستای قیطول واقع شده و این اثر در تاریخ ۲۷ اسفند ۱۳۸۶ با شمارهٔ ثبت ۲۲۳۸۸ به‌عنوان یکی از آثار ملی ایران به ثبت رسیده است.